# Puerto Pirehueico
Puerto Pirehueico es un fundo ubicado junto al Lago Pirehueico en la comuna de Panguipulli en la ruta 203 CH que conduce al Paso Hua Hum.
Para acceder desde Chile a Puerto Pirehueico se debe tomar una barcaza en Puerto Fuy.

## Hidrología
Puerto Pirehueico se encuentra junto a la desembocadura del Río Huahum procedente del Lago Lácar en Argentina.

## Accesibilidad y transporte
Puerto Pirehueico se encuentra a 10,7 km del Paso Huahum a través de la Ruta 203.